# Hydrocotyle itatiaiensis
Hydrocotyle itatiaiensis är en växtart i släktet Hydrocotyle och familjen araliaväxter.
Arten är en perenn ört som förekommer i sydöstra och södra Brasilien. Den beskrevs av Alexander Curt Brade 1946.